# Jiaolong
Jiao (chiń. upr. 蛟; pinyin Jiāo; Wade-Giles Chiao), najczęściej występujące w połączeniu ze znakiem "smok" jako Jiaolong (chiń. upr. 蛟龙; pinyin Jiāolóng; Wade-Giles Chiao-lung) – stworzenie z mitologii chińskiej, jeden z głównych typów smoków chińskich, silnie związany z żywiołem wodnym.
Opisywany jako smok o wężowatej postaci i skórze pokrytej łuskami, pozbawiony zaś rogów. Miał najczęściej zamieszkiwać góry i mokradła.
Shanhaijing wymienia go pięciokrotnie; jeden opis mówi o smoku przypominającym węża z czterema nogami; inny wspominając o jiaolongu mieszkającym w rzece Han, twierdzi, że miał małą głowę na długiej szyi z białym wolem lub naszyjnikiem. Większe okazy miały być na tyle duże, że były w stanie połknąć człowieka w całości. Zamieszkiwały zbiorniki wodne, lub pod piaskami pustyń, a Chińczycy uważali je za stworzenia szkodliwe. Jiaolongi atakowały czasem ludzi, by zabrać im cenne przedmioty, wyssać krew, lub zemścić się za doznaną krzywdę
Yangyujing (Klasyk o hodowli ryb), twierdzi, że jiaolong jest królem wszystkich 360 gatunków ryb. Księga Guanzi zaś nazywa go bogiem wszystkich stworzeń wodnych. Pozbawiony wody, smok ten miał tracić siły, dlatego opuszczał stawy, z których spuszczano wodę, by wybierać ryby, i osuszane przez ludzi mokradła. Także Huainanzi mówi o jiaolongu jako o istocie wodnej, która wszakże składała jaja na wzgórzach (jiao mogły się też lęgnąć z jaj węża lub bażanta, jeśli te przetrwały w ziemi tysiąc lat).
Podobnie jak inne smoki chińskie, jiaolongi mogły przemieniać się w istoty ludzką. Często pojawiały się wówczas lub znikały w chmurze oparu. Miały też możliwość sprowadzania deszczu i burz.